# 三葉結び目フォールド

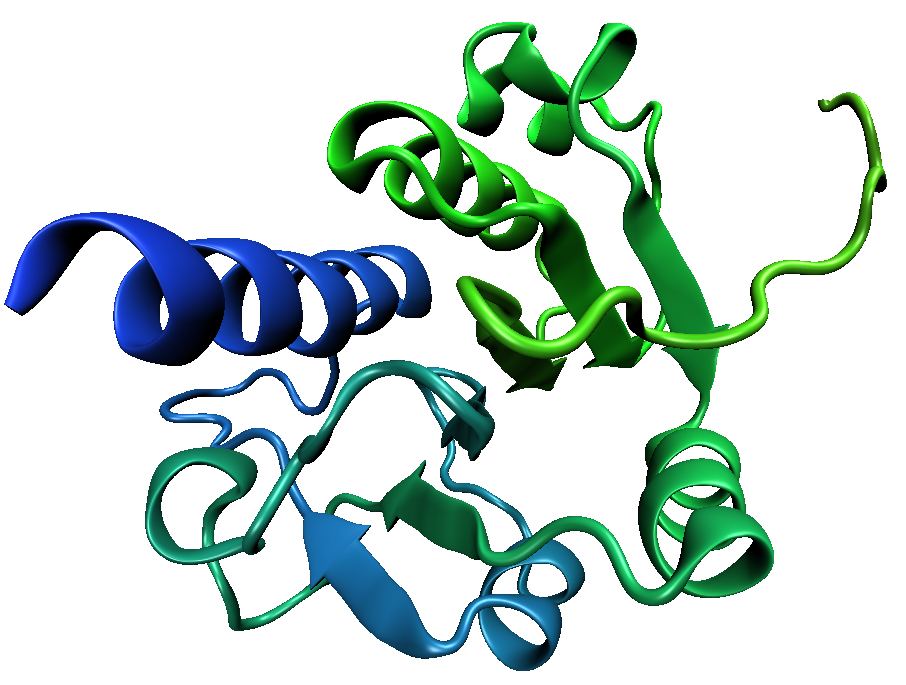
サーマス・サーモフィルスのRNAメチルトランスフェラーゼ

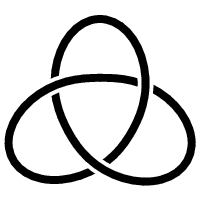
三葉結び目形

三葉結び目フォールド（さんようむすびめフォールド、Trefoil knot fold）はタンパク質フォールドの1つで、全体がねじれて三葉結び目型を作る構造をしている。多くは緩い結び目で、ポリペプチド鎖のテールがループを数残基通るに過ぎないが、多くの残基がループを通過するきつい結び目のものも極まれにある。きつい結び目のものは古細菌のRNA結合タンパク質、またサーマス・サーモフィルスのメチルトランスフェラーゼや転移RNA修飾タンパク質で見られる。真核生物では三葉結び目フォールドのタンパク質は見つかっていない。
多くの場合この構造は活性部位にあり、酵素の活性にとって重要な働きをしている。この構造が発見されるまでは、タンパク質フォールドでは結び目のある形は効率よく作り出せないと信じられていた。インフルエンザ菌のタンパク質のフォールディングの力学的な研究によって、三葉結び目フォールドの形成はプロリンの異性化によって起こることが明らかとなった。結び目構造の同定のためにコンピュータを用いたアルゴリズムが開発され、蛋白質構造データバンクやタンパク質構造予測を進めた。